# Museu Carlos Costa Pinto
O Museu Carlos Costa Pinto está localizado na Avenida Sete de Setembro, em Salvador, Bahia, Brasil. É uma fundação, instituição cultural particular mantida através de convênio com o Governo do Estado da Bahia.
A casa onde está instalado o museu, projeto dos arquitetos Euvaldo Reis e Diógenes Rebouças, em estilo Colonial Americano, data de 1958. Destinada inicialmente à residência da família, nunca foi habitada. Sofreu adaptações para comportar a sua nova função e abrigar um acervo de 3.175 peças.
Foi inaugurado em 5 de novembro de 1969, graças ao apoio do então governador do Estado da Bahia, Dr. Luís Viana Filho. Posteriormente, o governador Antônio Carlos Magalhães completou-o com as instalações da biblioteca e do auditório.
O acervo foi doado pela viúva Margarida Ballalai de Carvalho Costa Pinto (1895 - 1979), filha de João Pereira de Carvalho e Helena Ballalai de Carvalho, tradicional família baiana. Casou-se com Carlos Aguiar da Costa Pinto aos 17 anos. Não tiveram filhos. Para realizar  a concretização do sonho de seu marido, rico comerciante que cultivava o hábito de colecionar peças de arte e o maior responsável pelo acervo que reconstitui o cotidiano das antigas famílias da aristocracia açucareira na Bahia entre os séculos XVII e XIX.
O museu retrata a opulência da aristocracia baiana, representada, principalmente, na coleção de jóias feitas de ouro e pedras preciosas. A prataria compõe a seção mais numerosa do acervo, com 923 peças, grande parte originária do Porto, do final do século XIX. Peças como as insígnias da Ordem Imperial do Cruzeiro, da Ordem Militar de Cristo e a da Imperial Ordem da Rosa se destacam, além das luminárias de cristal Baccarat, França, e do mobiliário que remonta do século XVII ao XIX